# Distretto di Masallı
Il distretto di Masallı (in azero: Lerik rayon) è un distretto dell'Azerbaigian. Il suo capoluogo è Masallı.